# Томас Ф. Вилсон
Томас Френсис Вилсон млађи (енгл. Thomas Francis Wilson Jr.; рођен 15. априла 1959. Филаделфија, Пенсилванија) амерички је позоришни, филмски и ТВ глумац, писац, музичар, сликар и комичар.
Познат је по улози Бјуфорда „Бифа” Танена (и његовог унука Грифа Танена и Бјуфордовог деде „лудог пса Танена”) у трилогији Повратак у будућност и наставника физичког васпитања Бена Фредриксена у ТВ серији Freaks and Geeks.